# Best collection 越路吹雪
『best collection 越路吹雪』（ベスト コレクション こしじふぶき）は、越路吹雪のベスト・アルバム。1992年8月26日に東芝EMIから発売された。規格品番はTOCT-6653。

## 解説
- 東芝EMIによるシリーズ企画『ベストコレクションシリーズ』の越路吹雪バージョンで、他には石川優子、グラシェラ・スサーナ、トワ・エ・モワ、SPEEDWAY、ハイ・ファイ・セット、小川知子、小林麻美、安部恭弘、稲垣潤一バージョンが存在する。
- 代表曲や他のベスト・アルバムにもあまり収録されていない曲など合計21曲が収録されており、オールタイム・ベスト的な存在とも言える作品。
- ジャケット写真には1964年に発売されたアルバム『ラストダンスは私に』の写真が使用されている。

## 収録曲
| #   | タイトル                                     | 作詞 | 作曲・編曲 |
| --- | -------------------------------------------- | ---- | ---------- |
| 1.  | 「サン・トワ・マミー」                       |      |            |
| 2.  | 「ろくでなし」                               |      |            |
| 3.  | 「コバルトは飛んで行く」                     |      |            |
| 4.  | 「ミロール」                                 |      |            |
| 5.  | 「メランコリー」                             |      |            |
| 6.  | 「バラ色の人生」                             |      |            |
| 7.  | 「雪が降る」                                 |      |            |
| 8.  | 「明日は月の上で」                           |      |            |
| 9.  | 「あなたに首ったけ」                         |      |            |
| 10. | 「ラストダンスは私に」                       |      |            |
| 11. | 「誰もいない海」                             |      |            |
| 12. | 「ワン・レイニー・ナイト・イン・トーキョー」 |      |            |
| 13. | 「セ・シ・ボン」                             |      |            |
| 14. | 「メケ・メケ」                               |      |            |
| 15. | 「私の心はヴァイオリン」                     |      |            |
| 16. | 「家へ帰るのが怖い」                         |      |            |
| 17. | 「枯葉」                                     |      |            |
| 18. | 「別離」                                     |      |            |
| 19. | 「チャンスが欲しいの」                       |      |            |
| 20. | 「ある愛の詩」                               |      |            |
| 21. | 「愛の讃歌」                                 |      |            |